# Plečnikova promenada
Plečnikova promenada je Plečnikov poseg v urbanistično ureditev Lattermannovega drevoreda in okolice v ljubljanskem parku Tivoli, katerega glavni del predstavlja Jakopičevo sprehajališče.
Promenada je bila eden glavnih Plečnikovih posegov v Parku Tivoli, katerega je urejeval med letoma 1921 in 1939.

## Zgodovina
Plečnik je tako leta 1933 uredil Lattermannov drevored med iztekom Cankarjeve ceste in stopniščem pred gradom Tivoli. Sprehajališče je uredil kot peščeno pot z robniki (pri čemer ga je razširil na 25 metrov), sredinsko postavljenimi betonskimi nosilci za steklene svetilke in klopmi ob straneh, nato pa je še promenado razširil z novo zasajenim kostanjevim drevoredom. S tem je ne le vzpostavil povezavo med gradom Tivoli in centrom, ampak tudi povezal posamezne dele parka med seboj. Plečnikova promenada in sprehajališče na začetku nista bila dobro sprejeta pri meščanih, saj so bili navajeni na večjo senco, ki pa je široko sprehajališče (z mladimi drevesi) ni nudilo. Del promenade, Jakopičev drevored, se nahaja severovzhodno od sprehajališča.
Leta 2009 je bila promenada, kot Plečnikovo delo, razglašena za kulturni spomenik državnega pomena.